# Maurits van Saksen-Zeitz
Maurits van Saksen-Zeitz (Dresden, 28 maart 1619 - Zeitz, 4 december 1681) was van 1657 tot aan zijn dood hertog van Saksen-Zeitz. Hij behoorde tot de Albertijnse linie van het huis Wettin.

## Levensloop
Maurits was de jongst overlevende zoon van keurvorst Johan George I van Saksen uit diens huwelijk met Magdalena Sibylle, dochter van hertog Albrecht Frederik van Pruisen. 
Hij werd samen met zijn broers opgevoed in Dresden. Tussen augustus 1642 en september 1645 ondernam Maurits samen met zijn broer Christiaan een grand tour door Noord-Duitsland en de Republiek der Zeven Verenigde Nederlanden. In 1645 werd hij door vorst Lodewijk I van Anhalt-Köthen eveneens opgenomen in het Vruchtdragende Gezelschap.
In 1647 werd Maurits toevertrouwd met de balije Thüringen van de Duitse Orde. Na de dood van zijn vader in december 1656, verdeelden Maurits en zijn broers Johan George II van Saksen, August van Saksen-Weißenfels en Christiaan I van Saksen-Merseburg diens domeinen. Hierbij kreeg hij het hertogdom Saksen-Zeitz toegewezen. In 1663 sloten de vier broers opnieuw een verdrag waarbij de grenzen van de nieuwe gebieden vastgelegd werden. Zijn gebieden omvatten onder meer het vroegere prinsbisdom Naumburg.
Om zich op een gepaste manier te representeren liet Maurits vanaf 1657 in de stad Zeitz het Slot Moritzburg bouwen. Tijdens zijn regeringsperiode hield hij zich actief bezig met de heropbouw van zijn gebieden, die tijdens de Dertigjarige Oorlog waren verwoest. Zo bevorderde hij de landbouw, de economie, de handel, de gildesector en bouwde hij samen met zijn echtgenote de Stiftschool van Zeitz terug op. Ook had hij met staatswetenschapper en theoloog Veit Ludwig von Seckendorff een bekwame kanselier aan zijn zijde. 
In december 1681 overleed Maurits op 62-jarige leeftijd in Slot Moritzburg. In zijn testament bepaalde hij dat er 10.000 gulden gebruikt moesten worden voor de bouw en het onderhoud van een weeshuis. Zijn oudste zoon Maurits Willem was zijn opvolger. 

## Huwelijken en nakomelingen
Op 19 november 1650 huwde hij in Dresden met zijn eerste echtgenote Sophia Hedwig (1630-1652), dochter van hertog Filips van Sleeswijk-Holstein-Sonderburg-Glücksburg. Ze kregen twee zonen:
- Johan Filips (1651-1652)
- Maurits (1652-1653)

Op 3 juli 1656 huwde Maurits in Weimar met zijn tweede echtgenote Dorothea Maria (1641-1675), dochter van hertog Willem van Saksen-Weimar. Ze kregen acht kinderen:
- Eleonora Magdalena (1658-1661)
- Erdmuthe Dorothea (1661-1720), huwde in 1679 met hertog Christiaan II van Saksen-Merseburg
- Maurits Willem (1664-1718), hertog van Saksen-Zeitz
- Johan George (1665-1666)
- Christiaan August (1666-1725), aartsbisschop van Esztergom
- Frederik Hendrik (1668-1713), hertog van Saksen-Zeitz-Pegau-Neustadt
- Maria Sophia (1670-1671)
- Magdalena Sibylle (1672)

Op 14 juni 1676 huwde hij met zijn derde echtgenote Sophia Elisabeth (1653-1684), dochter van hertog Filips Lodewijk van Sleeswijk-Holstein-Sonderburg-Wiesenburg. Dit huwelijk bleef kinderloos.